# جولی کاب
جولی کاب (انگلیسی: Julie Cobb) بازیگر یهودی‌تبار اهل ایالات متحده آمریکا است.
از فیلم‌ها یا برنامه‌های تلویزیونی که وی در آن نقش داشته است می‌توان به قاضی ایمی، روزهای زندگی ما، بخش فوریت‌های پزشکی، دکتر جکیل و خانم هاید، بورلی هیلز، ۹۰۲۱۰، بهبود خانه، مسائل اولیه، خانه ما، لو گرانت، دکتر مارکوس ولبی، خانه کوچک، دود اسلحه، با هر نام دیگری، چارلز مسئول، خانواده والتون و شجاعت غیرمعمول اشاره کرد.